# مقاطعة بولك (نبراسكا)
مقاطعة بولك (بالإنجليزية: Polk County)‏ هي إحدى مقاطعات ولاية نبراسكا في الولايات المتحدة الأمريكية.

## تاريخ
تم تأسبس المقاطعة عام 1856، وقد سميت على اسم الرئيس جيمس بولك

## أعلام
- إيفلين لينكولن